# Выхода нет (фильм, 2014)
Выхода нет (арм. Ելք Չկա) — армянский гангстерский боевик 2014 года, дебютная картина режиссёра Ваге Саяна. В России фильм был лицензирован и дублирован на русский язык по заказу прокатчика Арена в 2015 году.

## Сюжет
Давид — известный чемпион Армении по боксу, готовящийся к очередному соревнованию. Любимая девушка Ева, верные друзья, счастливая жизнь в достатке и, единственный, кто доставляет проблемы, это друг Армен, постоянно просаживающий деньги в казино. Выручив Армена после очередного скандала, Давид поставил ему ультиматум: или тот прекращает азартные игры, или Давид разрывает с ним дружеские отношения. Армен даёт слово завязать, но, уже на следующий день снова приходит в казино и проигрывает в покер гигантскую сумму денег боссу мафии по имени Саро. Последний требует вернуть деньги в течение суток. Понимая, что у него нет и малой части этих денег, и, даже всем друзьям вместе взятым, не собрать этой суммы в срок, незадачливый игрок пытается сбежать, но бандиты ловят его и привозят к себе. Саро звонит Давиду и сообщает о долге его друга. Условия бандита жёсткие: или Давид платит долг друга, или бандиты убивают Армена. Попытка поговорить с Саро лично заканчивается для Давида жестоким избиением. Не имея возможности оплатить долг, Давид решается на авантюру. Вместе со своим другом Аво, он пытается силой заставить бандитов освободить Армена. В результате перестрелки и погони, Давид легко ранит Саро, но и Аво получает огнестрельное ранение, а бандитам удается уйти. После этого, отец Саро, крупный мафиози Гуго приходит к королю бандитов города — Руслану (который с уважением относится к Давиду за его верность дружбе и спортивные успехи). В наказание за беспорядки, Руслан приказывает бандитам отпустить Армена и простить ему половину долга. Спасённый Армен клянется Давиду завязать с играми на деньги. Саро не собирается прощать нанесённого ему оскорбления. По его приказу, бандиты убивают жену Армена, сообщив ему о её похищении и требуют сдать им Давида (обещая «просто поговорить»). Доставив друзей в безлюдный карьер за городом, Саро объявляет Армену о смерти его жены и собирается застрелить обоих. Давиду удаётся перехватить пистолет, и застрелить Саро и его телохранителя, но последний успевает убить Армена. Понимая, что мафия не простит ему смерть своего босса, Давид забирает маленькую дочь Армена, ставшую круглой сиротой и прячет её у своего деда. Сам он хочет отсидеться в Грузии. Но, бандиты убивают всех друзей Давида, включая Руслана и похищают Еву. Самому ему поступает звонок от Гуго. Босс предлагает ему сделку: его жизнь в обмен на жизнь Евы. Давид приезжает на базу бандитов, где его тут же хватают люди Гуго. Последний объявляет, что не собирается оставлять в живых Еву, и собирается убить обоих в отместку за смерть сына. Давиду удается освободиться и убить нескольких бандитов, включая Гуго, но и Ева получает тяжелое огнестрельное ранение. Спустя семь лет, поседевший Давид выходит из тюрьмы. Зная, что у него не осталось в живых никого на воле, он оглядывается по сторонам и видит Еву, которая стала полным инвалидом, но ждала его все эти годы.

## В ролях
| Актёр             | Роль               |
| ----------------- | ------------------ |
| Камо Унанян       | Давид              |
| Аним Ароян        | Ева                |
| Артавазд Ованисян | Армен              |
| Армен Марутян     | Гуго               |
| Аршавир Паносян   | Саро               |
| Нарек Петросян    | Аво                |
| Ержаник Егизарян  | Телохранитель Саро |
| Гор Акобян        | Телохранитель Саро |
| Диана Карпетян    | Марина             |
| Левон Ованисян    | Злобный бандит     |

## Съемочная группа
- Режиссёр: Ваге Саян
- Автор сценария: Арутюн Гукасян
- Продюсер: Камо Унаян
- Композитор: Эдмонд Макарян
- Оператор: Нарек Саргсян